# ボーダーライン (2015年の映画)
『ボーダーライン』（Sicario）は、2015年のアメリカ合衆国のアクションサスペンス映画。監督はドゥニ・ヴィルヌーヴ、主演はエミリー・ブラントが務める。原題のSicarioとはスペイン語で『殺し屋』の意。
本作は2015年5月に開催された第68回カンヌ国際映画祭のコンペティション部門に出品された。

## ストーリー
アリゾナ州チャンドラーで誘拐事件の容疑者宅に奇襲捜査が行われる。FBI捜査官のケイト・メイサーと彼女のチームは容疑者の一人を射殺し、家屋の壁中から無数の誘拐被害者たちの死体を発見する。その直後に裏庭の物置に仕掛けられた爆弾が爆発、捜査官二人が犠牲となる。ケイトは上司の推薦により国防総省のマット・グレイヴァー率いるチームに加わり、誘拐事件の主犯とされる麻薬カルテルの親玉マニュエル・ディアスの捜査へ参加することを決める。
エルパソに移動したケイトは、マットのパートナーで所属不明のコロンビア人、アレハンドロに会う。ケイト、マット、アレハンドロはデルタフォースと共に国境を越えメキシコのシウダー・フアレス市へ移動する。部隊はそこでカルテル幹部でディアスの弟(日本語音声版では「兄」)ギレルモを地元警察から引き取る。アメリカ本土へ帰還する途中の高速道路で、アレハンドロはカルテルの手下たちが自分たちを取り囲んでいることに気付く。カルテル構成員は道路の渋滞に乗じて部隊を襲撃、ギレルモを救出するつもりだった。これを察知した部隊はカルテルに先んじて車外へ飛び出し、構成員達に銃口を向けて制止。アレハンドロは構成員に投降を促すが、反撃されると判断した特殊部隊員達が構成員らを射殺する。事態に終始困惑するケイトは車内で待機していたが、地元警官の1人が自身に銃口を向けている事に気付き、咄嗟で銃撃をかわして応射、警官を射殺する。襲撃者の一掃を確認した部隊は足早にエルパソへ帰還する。ケイトは今回の作戦の違法性についてマットに激しく抗議する。アレハンドロは水を使った拷問でギレルモからディアスの居住地を聞き出す。
アリゾナ州に戻ったマット、アレハンドロは、FBI捜査官であるケイトの権限を利用し国境警備隊が拘束したメキシコからの不法入国者たちをリクルートする。彼らから得た情報をもとに衛星写真から麻薬密輸のための地下トンネルの位置が特定される。マットの部隊は更に、ディアスの資金洗浄を行う女を銀行で逮捕し、ゴムバンドに束ねられた大量の紙幣を押収し、ディアスの口座を凍結する。ケイトは口座の金の流れを追えば正当にディアスの逮捕状を取ることが出来ると主張するが、マットはそれを否定する。アレハンドロ、マットの真の狙いはディアスではなく、彼を従える麻薬王ファウスト・アラルコンであると彼女に告げる。
ケイトはFBIの上官にマットの部隊が行っている超法規的捜査について報告し、助言を求める。しかし上官から、この捜査に対する協力要請は政府の上層から下されたものであり、合法・非合法のラインは変わるものだと告げられる。不満の募るケイトはパートナーのレジーとバーへ酒を飲みに出かける。そこでケイトはレジーの友人で地元警察官のテッドと会い、二人は彼女のアパートに帰りつく。テッドの持ち物から銀行で押収した札を束ねていたゴムバンドと同じものを発見したケイトは、テッドがカルテル側の汚職警官であることに気付く。彼女は拳銃を取ろうとするが、テッドが応戦し窮地に立たされる。そこにアレハンドロが現れテッドを拘束する。アレハンドロ、マットはテッドを尋問し、他の汚職警官の情報を聞き出す。ケイトは二人が自分を囮に利用していたことに気付く。
マットのチームは衛星写真から割り出した密輸トンネルを急襲し、ディアスに更なる動揺を与える作戦を計画する。この捜査の全貌を見届けるためケイトも作戦に参加する。夜、マットの部隊とケイト、アレハンドロは、密輸団の構成員たちと交戦しながらトンネルの奥へと進行する。アレハンドロは単身でグループから離別しメキシコ側の出口から外へ出る。そこには麻薬の積み下ろしをしている最中のディアスの手先、メキシコ州警察のシルヴィオがいる。アレハンドロが他の構成員を射殺してシルヴィオを拘束した時、彼の後を追って来たケイトが銃を向けて静止を命じる。アレハンドロはケイトの防弾ベストを撃ち「二度と俺に銃を向けるな」と警告する。負傷したケイトはトンネルを引き返しアメリカ側に戻りマットと対峙する。トンネル急襲の本当の目的は、アレハンドロをメキシコ側に送り込むための陽動だったのだ。激怒するケイトに、マットはアレハンドロの正体を明かす。アレハンドロは、メキシコ麻薬カルテルに妻と娘を惨殺された過去を持つメキシコ政府の元検事であり、個人的な復讐のためにコロンビア麻薬カルテルの傭兵として今回の作戦に参加しているという。CIAの目的は彼を利用し、パブロ・エスコバル時代の再来、すなわちコロンビア麻薬カルテル一党支配を確立すること。ケイトはマットの計画の全貌を公表するつもりだと警告する。マットも彼女に「それは大きな過ちだ」と警告する。
シルヴィオにパトロールカーを運転させアレハンドロはトンネル出口から逃亡したディアスの車の後を追う。ディアスを拘束した後、アレハンドロはシルヴィオを射殺し、ディアスにアラルコンの自宅まで運転を命じる。アラルコンの邸宅にたどり着いたアレハンドロは武装した門番とディアスを殺し、妻と二人の息子と食事をしている麻薬王と対面する。アレハンドロの妻と娘の殺害を命じたのは、アラルコン本人であることが明かされアレハンドロはその場で家族全員を射殺する。
後日、ケイトのアパートにアレハンドロが現れ、彼女を拳銃で脅し今回の捜査が全て合法なものだったという書簡にサインをするよう命じる。拒否したケイトに更なる脅しをかけ目的を達成したアレハンドロは、その場で彼女の拳銃を分解し、小さい町へ引っ越す等して今回の事は忘れろ、と助言しアパートを去る。ケイトは即座に銃を組み立て直しベランダからアレハンドロに銃口を向けるが、引き金を引けずに諦める。
メキシコの運動場で、シルヴィオの息子がサッカーの試合に参加している。試合は遠くから響くマシンガンの発砲音で一時中断となるが、すぐに何もなかったかのようにゲームが再開される。

## 登場人物・キャスト
ケイト・メイサー
演 - エミリー・ブラント、日本語吹替 - 東條加那子
主人公のFBI捜査官。誘拐即応班のリーダー。離婚歴あり。マットが指揮する作戦に志願する。
アレハンドロ・ギリック
演 - ベニチオ・デル・トロ、日本語吹替 - 菅原正志
もう一人の主人公で、メキシコ人の元検事。マットの相棒。
マット・グレイヴァー
演 - ジョシュ・ブローリン、日本語吹替 - 大川透
自称、国防総省の顧問。特別捜査チームの指揮官。
レジー・ウェイン
演 - ダニエル・カルーヤ、日本語吹替 - 矢野智也
FBI捜査官。ケイトの相棒で友人。イラクに従軍経験がある元海兵隊員。
デイヴ・ジェニングス
演 - ヴィクター・ガーバー、日本語吹替 - 山田浩貴
ケイトとレジーの上司。
テッド
演 - ジョン・バーンサル、日本語吹替 - 坂詰貴之
レジーの友人の警察官。
スティーヴ・フォーシング
演 - ジェフリー・ドノヴァン、日本語吹替 - 野川雅史
マットの友人でSADの隊員。
ラファエル
演 -  ラオール・トゥルヒージョ
アレハンドロの友人。検事。
ファウスト・アラルコン
演 - フリオ・セサール・セディージョ 、日本語吹替 - 梅津秀行
ソノラ・カルテルの麻薬王。
マニュエル・ディアス
演 - ベルナルド・サラシーノ
不動産業者で持ち家の壁から大量の死体が見つかる。アメリカにおけるソノラ・カルテルのボス。
シルヴィオ
演 - マキシミリアーノ・ヘルナンデス
メキシコ警察の警官。妻と息子と暮らしている。
バーネット
演 - ケヴィン・ウィギンズ、日本語吹替 - 橘潤二
ギレルモ
演 - エドガー・アレオラ
マニュエルの兄弟でソノラ・カルテルの幹部。

## 製作
2013年12月6日、ブラック・ラベル・メディアとサンダー・ロード・ピクチャーズがドゥニ・ヴィルヌーヴを監督に迎えて、メキシコ国境沿いを舞台とした映画を共同で製作すると報じられた。2014年4月2日、エミリー・ブラントが主演を務めることが決まった。同年4月4日、ベニチオ・デル・トロが本作に傭兵役で出演すると報じられた。5月6日、ライオンズゲートが本作の配給権を獲得した。23日、ロジャー・ディーキンスが本作の撮影監督を務めることが決まった。29日、ジョン・バーンサルがテッド役で出演すると報じられた。30日、ジョシュ・ブローリンが本作でCIAのエージェントを演じると報道された。6月6日、ダニエル・カルーヤが本作の出演契約にサインしたと報じられた。24日、マキシミリアーノ・ヘルナンデスの出演が決まった。7月21日、ジェフリー・ドノヴァンが本作にスティーヴ・フォーシング役で出演することが決まった。

## 撮影
2014年6月30日、本作の主要撮影がニューメキシコ州アルバカーキで始まった。

### 音楽
2014年8月27日、ヨハン・ヨハンソンが本作で使用される楽曲を作曲すると報じられた。

### 公開
2015年2月23日、ライオンズゲートが本作のアメリカでの限定公開日を同年9月18日、拡大公開開始日を9月25日にすると発表した。
9月11日に開催された第40回トロント国際映画祭のスペシャル・プレゼンテーションでも上映された。

## 騒動
本作の公開に先立って、シウダー・フアレス市のエンリケ・エスコバル市長は本作のボイコットを市民に呼び掛けた。市長は「『ボーダーライン』における暴力事件の描写は正確だが、すでに過去の物である。シウダー・フアレス市は治安の改善に向けて前進してきたのだから。」と述べている。

## 評価
本作は批評家から絶賛されている。映画批評集積サイトのRotten Tomatoesには259件のレビューがあり、批評家支持率は92%、平均点は10点満点で8.05点となっている。サイト側による批評家の意見の要約は「エミリー・ブラントとベニチオ・デル・トロの見事な演技のおかげで、『ボーダーライン』は緊張感のある引き締まったスリラー映画になっている。また、無法地帯という舞台設定以上に登場人物たちの内面描写が際立っている。」となっている。また、Metacriticには48件のレビューがあり、加重平均値は82/100となっている。

## 受賞
| 年     | 映画賞                                    | 賞               | 結果       |
| ------ | ----------------------------------------- | ---------------- | ---------- |
| 2015年 | ナショナル・ボード・オブ・レビュー賞 2015 | スポットライト賞 | 受賞       |
| 2015年 | ナショナル・ボード・オブ・レビュー賞 2015 | 作品賞トップ10   | 入賞       |
| 2015年 | 第19回オンライン映画批評家協会賞          | 作品賞           | ノミネート |
| 2015年 | 第19回オンライン映画批評家協会賞          | 監督賞           | ノミネート |
| 2015年 | 第19回オンライン映画批評家協会賞          | 助演男優賞       | ノミネート |
| 2015年 | 第19回オンライン映画批評家協会賞          | オリジナル脚本賞 | ノミネート |
| 2015年 | 第19回オンライン映画批評家協会賞          | 撮影賞           | ノミネート |
| 2015年 | 第19回オンライン映画批評家協会賞          | 編集賞           | ノミネート |
| 2015年 | 第19回トロント映画批評家協会賞            | 監督賞           | 次点       |
| 2015年 | 第19回トロント映画批評家協会賞            | 助演男優賞       | 次点       |
| 2015年 | 第19回トロント映画批評家協会賞            | 助演女優賞       | 次点       |
| 2016年 | アメリカ脚本家組合賞 2016                 | オリジナル脚本賞 | ノミネート |
| 2016年 | 第20回サテライト賞                        | 作品賞           | ノミネート |
| 2016年 | 第20回サテライト賞                        | 助演男優賞       | ノミネート |
| 2016年 | 第88回アカデミー賞                        | 撮影賞           | ノミネート |
| 2016年 | 第88回アカデミー賞                        | 音響編集賞       | ノミネート |
| 2016年 | 第88回アカデミー賞                        | 作曲賞           | ノミネート |
| 2016年 | 第27回全米製作者組合賞                    | 映画部門         | ノミネート |
| 2016年 | 第66回アメリカ映画編集者協会 エディ賞     | ドラマ映画部門   | ノミネート |